# Škoda F3

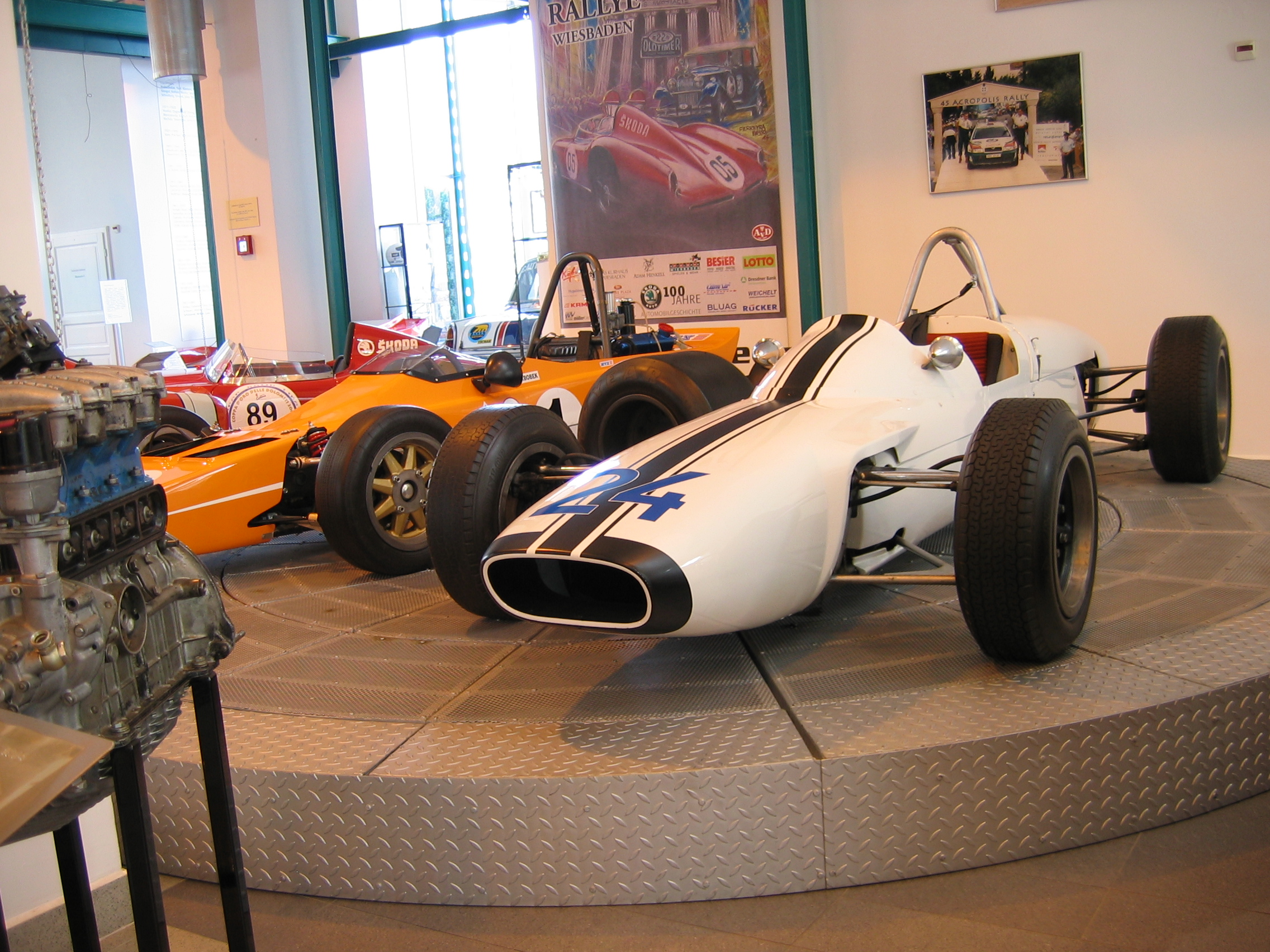
Verschiedene Modelle des F3 im Škoda-Museum, Mladá Boleslav

Der Škoda F3 (Typ 992) war ein Rennwagen, den der tschechoslowakische Automobilhersteller 1964 AZNP als Monoposto für die Formel Junior beziehungsweise die Formel 3 herausbrachte. Er gilt als Nachfolger des Škoda Supersport.

## Technik
Der F3 Typ992 basierte auf der technischen Basis des Škoda 1000 MB. Der wassergekühlte obengesteuerte Vierzylinder-Viertakt-Reihenmotor war hinten eingebaut und hatte einen Hubraum von 998 cm³ oder 1221 cm³ sowie eine Leistung von 76 PS (56 kW). Später wurde die Leistung auf 90 PS (66 kW) erhöht. Er beschleunigte das 410 kg schwere Fahrzeug bis auf 210 km/h. Die Aluminium- oder Kunststoffkarosserie war halb selbsttragend und hatte einen Zusatzrahmen aus dünnwandigen Rohren.

## Einsätze
Es wurden 3 Chassis gebaut die ab der Saison 1965 von den 3 Piloten Václav und Jaroslav Bobek sowie Miroslav Fousek eingesetzt wurden. Jaroslav Bobek gewann 1966 mit dem Wagen die tschechoslowakische Meisterschaft. Miroslav Fousek triumphierte 1968 in der F3-Meisterschaft der kommunistischen Länder.

## Verbleib
Der Škoda F3 von Václav Bobek sen. blieb im Besitz des AZNP und ist heute Teil der Sammlung des Škoda-Museums. Der Wagen von Miroslav Fousek wurde 1971 dem Nationalen Technischen Museum in Prag geschenkt. Der Einsitzer von Jaroslav Bobek wurde Mitte der 1970er Jahre von Václav Král zum Spider Baghira Zweisitzer umgebaut.